# Schenefeld (Pinneberg)
Schenefeld è una città dello Schleswig-Holstein, in Germania.

Appartiene al circondario di Pinneberg.